# Pontificia università cattolica di Paraná
La Pontificia università cattolica del Paraná è un'università brasiliana di diritto pontificio con sede a Curitiba.

## Storia
Fondata il 14 marzo 1959 dall'allora arcivescovo di Curitiba, Manuel da Silveira d'Elboux incorporando istituzioni stabilite tra il 1945 e il 1956. Fu ufficialmente riconosciuto il 17 maggio 1960, mentre il 6 agosto 1965 papa Paolo VI la riconobbe come università di diritto pontificio. Dal 1973 è guidato dai Maristi. 
É un ente privato sotto la supervisione della sociedade paranaense de cultura e riconosciuto dal governo federale.

## Struttura
Il campus principale si trova a Curitiba, la capitale dello stato del Paraná, in Brasile. L'università ha altri quattro campus a Londrina, Maringá, São José dos Pinhais e Toledo. L'università è gestita dall'APC (Associação Paranaense de Cultura), un'organizzazione dei Fratelli Maristi. L'arcivescovo cattolico della città di Curitiba è il rettore dell'università.
Il campus di Curitiba è stato fondato per primo e comprende cinque unità accademiche: il Center for Biology and Health Sciences, il Center for Technology and Exact Sciences, il Center for Legal and Social Sciences, il Center for Humanities and Theology e la Business School. Gli edifici principali del campus sono la biblioteca centrale, che gestisce il sistema bibliotecario integrato, i laboratori di ricerca, le aule, un teatro da 570 posti, un impianto pilota e un complesso sportivo. Inoltre è presente il museo di zoologia, con una collezione di oltre 6.000 esemplari e un erbario con circa 7.000 piante conservate.
Ci sono più di 27.000 studenti nei 60 studi universitari e più di 150 corsi post laurea. Sono presenti 22 corsi di laureea, con livelli per master e dottorati: Scienze della salute, Giurisprudenza, Scienze animali, Amministrazione urbana, Filosofia, Teologia, Economia aziendale, Ingegneria meccanica, Igiene dentale, Ingegneria della produzione, Istruzione, Informatica e Tecnologia sanitaria

## Organizzazione
- Curitiba
  - CCBS – Centro de Ciências Biológicas e da Saúde (Centro per le scienze della vita e la salute)
  - CCET – Centro de Exatas e de Tecnologia (Centro di Scienze e Tecnologie Applicate)
  - CCJS – Centro de Jurídicas e Sociais (Centro di Scienze Giuridiche e Sociali)
  - CTCH – Centro de Teologia e Ciências Humanas (Centro di Teologia e Lettere)
  - CCSA – Centro de Ciências Sociais e Aplicadas (Centro di Scienze Sociali Applicate)

- Londrina
  - CCJE – Centro de Ciências Jurídicas e Empresariais (Centro di studi giuridici e commerciali)

- Maringa
  - CCAS – Centro de Ciências Aplicadas e da Saúde (Centro di Scienze Applicate e Salute)

- Sao José dos Pinhais
  - CCAA – Centro de Ciências Agrárias e Ambientais (Centro di scienze agrarie e ambientali)
  - CCSA – Centro de Ciências Sociais Aplicadas (Centro di scienze sociali applicate)

- Toledo
  - CCTP – Centro de Ciências, Tecnologia e Produção (Centro per la scienza, la tecnologia e la produzione)

## Rettori
- Euro Brandão (1986 - 1998)

...
- Waldemiro Gremski (2014 - 2021)
- Rogério Renato Mateucci (dal 2021)

## Gran cancellieri
- Manoel da Silveira d'Elboux (14 marzo 1959 - 6 febbraio 1970)
- Pedro Antônio Marchetti Fedalto (28 dicembre 1970 - 19 maggio 2004)
- Moacyr José Vitti, C.S.S. (19 maggio 2004 - 26 giugno 2014)
- José Antônio Peruzzo, dal 7 gennaio 2015